# Tamniès
Tamniès est une commune française située dans le département de la Dordogne, en région Nouvelle-Aquitaine.

## Géographie

### Généralités
Dans le quart sud-est du département de la Dordogne, en Périgord noir, la commune de Tamniès est arrosée au sud par la Grande Beune. C'est une commune rurale qui fait partie de l'aire d'attraction de Sarlat-la-Canéda.
Juste au nord de la route départementale (RD) 48 qui longe la Grande Beune, le petit bourg de Tamniès se situe, en distances orthodromiques, dix kilomètres au nord-ouest du centre ville de Sarlat-la-Canéda et onze kilomètres au sud de celui de Montignac-Lascaux.

### Communes limitrophes
Tamniès est limitrophe de sept autres communes dont Peyzac-le-Moustier à l'ouest sur environ 550 mètres.
| Sergeac            | Valojoulx        | La Chapelle-Aubareil    |
| Peyzac-le-Moustier | Tamniès          |                         |
| Marquay            | Sarlat-la-Canéda | Marcillac-Saint-Quentin |

### Géologie et relief

#### Géologie
Situé sur la plaque nord du Bassin aquitain et bordé à son extrémité nord-est par une frange du Massif central, le département de la Dordogne présente une grande diversité géologique. Les terrains sont disposés en profondeur en strates régulières, témoins d'une sédimentation sur cette ancienne plate-forme marine. Le département peut ainsi être découpé sur le plan géologique en quatre gradins différenciés selon leur âge géologique. Tamniès est située dans le troisième gradin à partir du nord-est, un plateau formé de calcaires hétérogènes du Crétacé.
Les couches affleurantes sur le territoire communal sont constituées de formations superficielles du Quaternaire datant du Cénozoïque et de roches sédimentaires du Mésozoïque. La formation la plus ancienne, notée c3b-c, date du Coniacien moyen à supérieur, composée de calcaires bioclastiques grossiers et quartzeux jaunes à bryozoaires et  gastéropodes, à niveaux gréseux (formation des Eyzies). La formation la plus récente, notée Fy3-z, fait partie des formations superficielles de type alluvions subactuelles à actuelles. Le descriptif de ces couches est détaillé dans  les feuilles « no 784 - Terrasson » et « no 808 - Sarlat-la-Canéda » de la carte géologique au 1/50 000 de la France métropolitaine, et leurs notices associées,.

Carte géologique de Tamniès.

#### Relief et paysages
Le département de la Dordogne se présente comme un vaste plateau incliné du nord-est (491 m, à la forêt de Vieillecour dans le Nontronnais, à Saint-Pierre-de-Frugie) au sud-ouest (2 m à Lamothe-Montravel). L'altitude du territoire communal varie quant à elle entre 104 mètres et 288 mètres,.
Dans le cadre de la Convention européenne du paysage entrée en vigueur en France le 1er juillet 2006, renforcée par la loi du 8 août 2016 pour la reconquête de la biodiversité, de la nature et des paysages, un atlas des paysages de la Dordogne a été élaboré sous maîtrise d’ouvrage de l’État et publié en octobre 2020. Les paysages du département s'organisent en huit unités paysagères,. La commune fait partie du Périgord noir, un paysage vallonné et forestier, qui ne s’ouvre que ponctuellement autour de vallées-couloirs et d’une multitude de clairières de toutes tailles. Il s'étend du nord de la Vézère au sud de la Dordogne (en amont de Lalinde) et est riche d’un patrimoine exceptionnel.
La superficie cadastrale de la commune publiée par l'Insee, qui sert de référence dans toutes les statistiques, est de 19,09 km2,,. La superficie géographique, issue de la BD Topo, composante du Référentiel à grande échelle produit par l'IGN, est quant à elle de 19,59 km2.

### Hydrographie

#### Réseau hydrographique
La commune est située dans le bassin de la Dordogne au sein du Bassin Adour-Garonne. Elle est drainée par le Grande Beune, la Seignolle et par divers petits cours d'eau, qui constituent un réseau hydrographique de 11,5 km de longueur totale,.
La Grande Beune, d'une longueur totale de 22,79 km, prend sa source dans la commune de Saint-Geniès et se jette dans la Vézère en rive gauche au sud du bourg des Eyzies. Elle arrose le sud de la commune d'est en ouest sur plus de cinq kilomètres dont près de trois kilomètres et demi servent de limite naturelle, en plusieurs tronçons, face à Marcillac-Saint-Quentin et Sarlat-la-Canéda.
Autre affluent de rive gauche de la Vézère, la Seignolle borde le territoire communal au nord sur plus d'un kilomètre, face à Valojoulx.

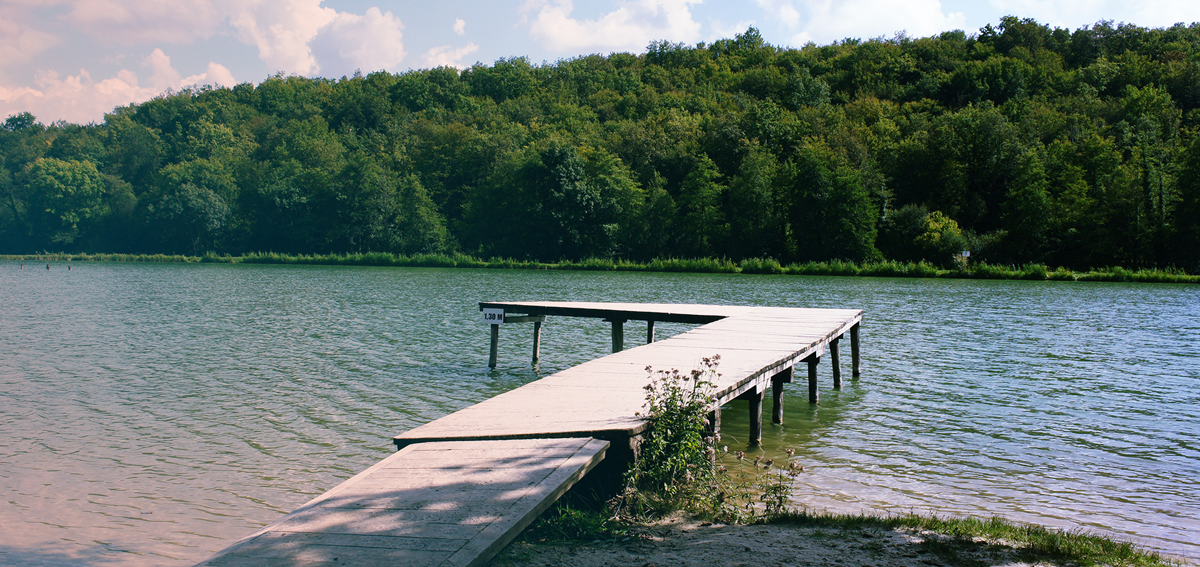
L'étang de Tamniès formé par la Grande Beune.
Réseaux hydrographique et routier de Tamniès.

#### Gestion et qualité des eaux
Le territoire communal est couvert par le schéma d'aménagement et de gestion des eaux (SAGE) « Vézère-Corrèze ». Ce document de planification, dont le territoire regroupe les bassins versants de la Vézère et de la Corrèze, d'une superficie de 3 730 km2 est en cours d'élaboration. La structure porteuse de l'élaboration et de la mise en œuvre est le conseil départemental de la Corrèze. Il définit sur son territoire les objectifs généraux d’utilisation, de mise en valeur et de protection quantitative et qualitative des ressources en eau superficielle et souterraine, en respect des objectifs de qualité définis dans le troisième SDAGE  du Bassin Adour-Garonne qui couvre la période 2022-2027, approuvé le 10 mars 2022.
La qualité des eaux de baignade et des cours d’eau peut être consultée sur un site dédié géré par les agences de l’eau et l’Agence française pour la biodiversité.

### Climat
Pour des articles plus généraux, voir Climat de la Nouvelle-Aquitaine et Climat de la Dordogne.
Historiquement, la commune est exposée à un climat océanique aquitain.  
En 2020, Météo-France publie une typologie des climats de la France métropolitaine dans laquelle la commune est exposée à un climat océanique altéré et est dans une zone de transition entre les régions climatiques « Aquitaine, Gascogne » et « Ouest et nord-ouest du Massif Central ». La première est caractérisée par une pluviométrie abondante au printemps, modérée en automne, un faible ensoleillement au printemps, un été chaud (19,5 °C), des vents faibles, des brouillards fréquents en automne et en hiver et des orages fréquents en été (15 à 20 jours).  La seconde présente une pluviométrie annuelle de 900 à 1 500 mm, maximale en automne et en hiver.
Pour la période 1971-2000, la température annuelle moyenne est de 12,8 °C, avec  une amplitude thermique annuelle de 15 °C. Le cumul annuel moyen de précipitations est de 916 mm, avec 12,6 jours de précipitations en janvier et 6,8 jours en juillet. Pour la période 1991-2020, la température moyenne annuelle observée sur la station météorologique la plus proche, située sur la commune de Salignac-Eyvigues à 14 km à vol d'oiseau, est de 13,0 °C et le cumul annuel moyen de précipitations est de 907,1 mm,. Pour l'avenir, les paramètres climatiques de la commune estimés pour 2050 selon différents scénarios d’émission de gaz à effet de serre sont consultables sur un site dédié publié par Météo-France en novembre 2022.

## Urbanisme

### Typologie
Au 1er janvier 2024, Tamniès est catégorisée commune rurale à habitat très dispersé, selon la nouvelle grille communale de densité à 7 niveaux définie par l'Insee en 2022.
Elle est située hors unité urbaine. Par ailleurs la commune fait partie de l'aire d'attraction de Sarlat-la-Canéda, dont elle est une commune de la couronne,. Cette aire, qui regroupe 45 communes, est catégorisée dans les aires de moins de 50 000 habitants,.

### Occupation des sols
L'occupation des sols de la commune, telle qu'elle ressort de la base de données européenne d’occupation biophysique des sols Corine Land Cover (CLC), est marquée par l'importance des territoires agricoles (55,3 % en 2018), une proportion identique à celle de 1990 (55,3 %). La répartition détaillée en 2018 est la suivante : 
forêts (44,7 %), zones agricoles hétérogènes (31,7 %), prairies (23,6 %). L'évolution de l’occupation des sols de la commune et de ses infrastructures peut être observée sur les différentes représentations cartographiques du territoire : la carte de Cassini (XVIIIe siècle), la carte d'état-major (1820-1866) et les cartes ou photos aériennes de l'IGN pour la période actuelle (1950 à aujourd'hui).

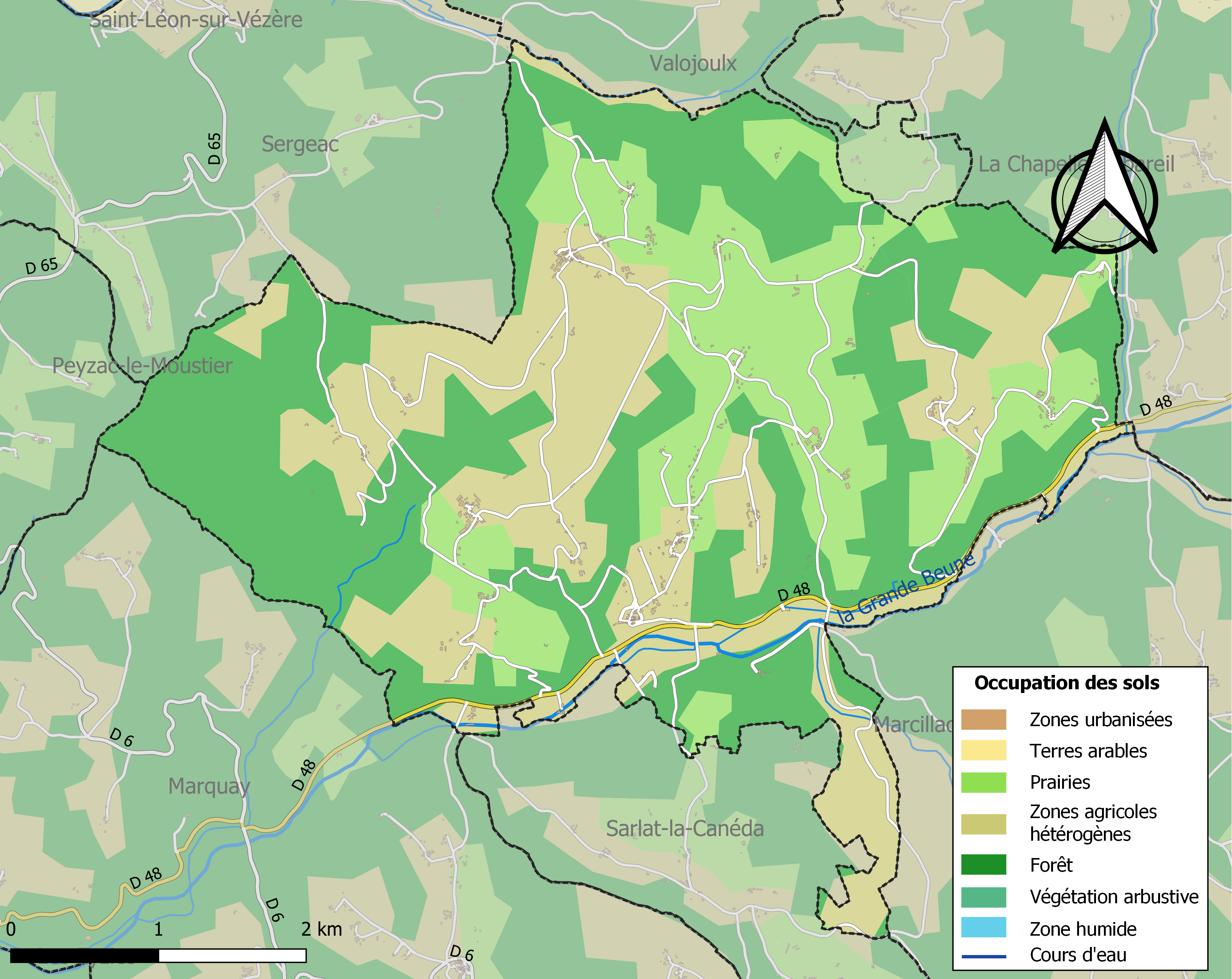
Carte des infrastructures et de l'occupation des sols de la commune en 2018 (CLC).

### Prévention des risques
Le territoire de la commune de Tamniès est vulnérable à différents aléas naturels : météorologiques (tempête, orage, neige, grand froid, canicule ou sécheresse), feux de forêts, mouvements de terrains et séisme (sismicité très faible). Un site publié par le BRGM permet d'évaluer simplement et rapidement les risques d'un bien localisé soit par son adresse soit par le numéro de sa parcelle.
Tamniès est exposée au risque de feu de forêt. L’arrêté préfectoral du 14 mars 2013 fixe les conditions de pratique des incinérations et de brûlage dans un objectif de réduire le risque de départs d’incendie. À ce titre, des périodes sont déterminées : interdiction totale du 15 février au 15 mai et du 15 juin au 15 octobre, utilisation réglementée du 16 mai au 14 juin et du 16 octobre au 14 février. En septembre 2020, un plan inter-départemental de protection des forêts contre les incendies (PidPFCI) a été adopté pour la période 2019-2029,.

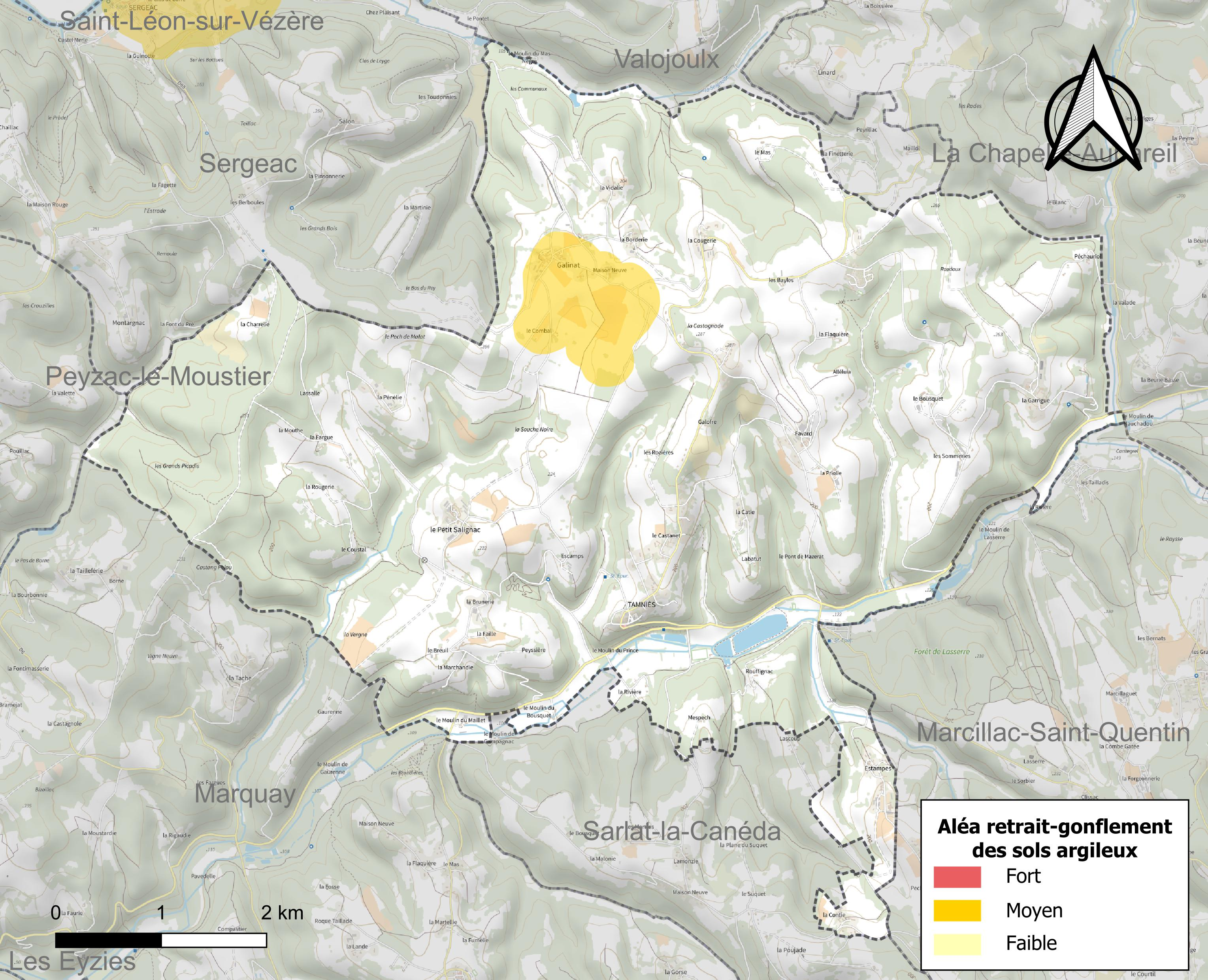
Carte des zones d'aléa retrait-gonflement des sols argileux de Tamniès.

Les mouvements de terrains susceptibles de se produire sur la commune sont des tassements différentiels. Le retrait-gonflement des sols argileux est susceptible d'engendrer des dommages importants aux bâtiments en cas d’alternance de périodes de sécheresse et de pluie. 3,5 % de la superficie communale est en aléa moyen ou fort (58,6 % au niveau départemental et 48,5 % au niveau national métropolitain). Depuis le 1er octobre 2020, en application de la loi ÉLAN, différentes contraintes s'imposent aux vendeurs, maîtres d'ouvrages ou constructeurs de biens situés dans une zone classée en aléa moyen ou fort,.
La commune a été reconnue en état de catastrophe naturelle au titre des dommages causés par les inondations et coulées de boue survenues en 1982 et 1999, par la sécheresse en 1989, 2005 et 2011 et par des mouvements de terrain en 1999.

## Toponymie
En occitan, la commune porte le nom de Tanièrs.
Sur la planète Mars, en février 2021, l'une des cibles d'analyses poussées effectuées sur un affleurement rocheux par l'astromobile Curiosity de la NASA, est baptisée d'après la commune.

## Politique et administration

### Rattachements administratifs
La commune de Tamniès a, dès 1790, été rattachée au canton de Marquay qui dépendait du district de Sarlat jusqu'en 1795, date de suppression des districts. Lorsque ce canton est supprimé par la loi du 8 pluviôse an IX (28 janvier 1801)  portant sur la « réduction du nombre de justices de paix », la commune est rattachée au canton de Sarlat (devenu canton de Sarlat-la-Canéda en 1965) dépendant de l'arrondissement de Sarlat (devenu l'arrondissement de Sarlat-la-Canéda en 1965).

### Intercommunalité
Fin 1999, Tamniès intègre dès sa création la communauté de communes du Sarladais. Celle-ci est dissoute au 31 décembre 2010 et remplacée au 1er janvier 2011 par la communauté de communes du Périgord noir, renommée quelques mois plus tard en communauté de communes Sarlat-Périgord noir.

### Administration municipale
La population de la commune étant comprise entre 100 et 499 habitants au recensement de 2017, onze conseillers municipaux ont été élus en 2020,.

### Liste des maires
| Période                                  | Période       | Identité          | Étiquette | Qualité                                    |
| ---------------------------------------- | ------------- | ----------------- | --------- | ------------------------------------------ |
| Les données manquantes sont à compléter. |               |                   |           |                                            |
|                                          |               |                   |           |                                            |
|                                          | 1975          | Paul Delmond      |           |                                            |
| 1975                                     | mars 2001     | André Faujanet    |           |                                            |
| mars 2001                                | mars 2014     | Gérard Laborderie | SE        | Restaurateur                               |
| mars 2014                                | novembre 2019 | Bernard Venancie  |           |                                            |
| novembre 2019                            | janvier 2020  | Gérard Laborderie |           | Premier adjoint faisant fonctions de maire |
| janvier 2020                             | mai 2020      | Gérard Laborderie |           |                                            |
| mai 2020                                 | En cours      | Olivier Lamonzie  |           |                                            |

### Politique environnementale
Dans son palmarès 2024, le Conseil national de villes et villages fleuris de France a attribué deux fleurs à la commune.
La commune a obtenu le label Pavillon bleu depuis 2012, pour son étang de loisirs.

## Équipements et services publics

### Justice
En 2023, dans le domaine judiciaire, Tamniès relève : 
- du tribunal de proximité de Sarlat-la-Canéda ;
- du tribunal judiciaire, du tribunal pour enfants, du conseil de prud'hommes et du tribunal de commerce de Bergerac ;
- du pôle Nationalité du tribunal judiciaire de Périgueux (compétent uniquement dans le domaine de la nationalité) ;
- de la cour d'appel et de la  cour administrative d'appel de Bordeaux.

## Population et société

### Démographie
L'évolution du nombre d'habitants est connue à travers les recensements de la population effectués dans la commune depuis 1793. Pour les communes de moins de 10 000 habitants, une enquête de recensement portant sur toute la population est réalisée tous les cinq ans, les populations de référence des années intermédiaires étant quant à elles estimées par interpolation ou extrapolation. Pour la commune, le premier recensement exhaustif entrant dans le cadre du nouveau dispositif a été réalisé en 2006.

En 2022, la commune comptait 405 habitants, en évolution de +5,74 % par rapport à 2016 (Dordogne : +0,37 %, France hors Mayotte : +2,11 %).
| 1793 | 1800 | 1806 | 1821 | 1831 | 1836 | 1841 | 1846 | 1851 |
| ---- | ---- | ---- | ---- | ---- | ---- | ---- | ---- | ---- |
| 888  | 511  | 822  | 815  | 718  | 777  | 810  | 827  | 791  |

| 1856 | 1861 | 1866 | 1872 | 1876 | 1881 | 1886 | 1891 | 1896 |
| ---- | ---- | ---- | ---- | ---- | ---- | ---- | ---- | ---- |
| 856  | 798  | 754  | 707  | 676  | 634  | 633  | 633  | 589  |

| 1901 | 1906 | 1911 | 1921 | 1926 | 1931 | 1936 | 1946 | 1954 |
| ---- | ---- | ---- | ---- | ---- | ---- | ---- | ---- | ---- |
| 549  | 505  | 505  | 406  | 411  | 440  | 445  | 383  | 374  |

| 1962 | 1968 | 1975 | 1982 | 1990 | 1999 | 2006 | 2011 | 2016 |
| ---- | ---- | ---- | ---- | ---- | ---- | ---- | ---- | ---- |
| 333  | 316  | 282  | 284  | 313  | 317  | 301  | 368  | 383  |

| 2021 | 2022 | - | - | - | - | - | - | - |
| ---- | ---- | - | - | - | - | - | - | - |
| 399  | 405  | - | - | - | - | - | - | - |

## Économie

### Emploi
En 2015, parmi la population communale comprise entre 15 et 64 ans, les actifs représentent 194 personnes, soit 50,8 % de la population municipale. Le nombre de chômeurs (trente-deux) a doublé par rapport à 2010 (seize) et le taux de chômage de cette population active s'établit à 16,4 %.

### Établissements
Au 31 décembre 2015, la commune compte soixante-deux établissements, dont trente-six au niveau des commerces, transports ou services, quinze dans l'agriculture, la sylviculture ou la pêche, six dans la construction, quatre relatifs au secteur administratif, à l'enseignement, à la santé ou à l'action sociale, et un dans l'industrie.

## Culture locale et patrimoine

### Lieux et monuments

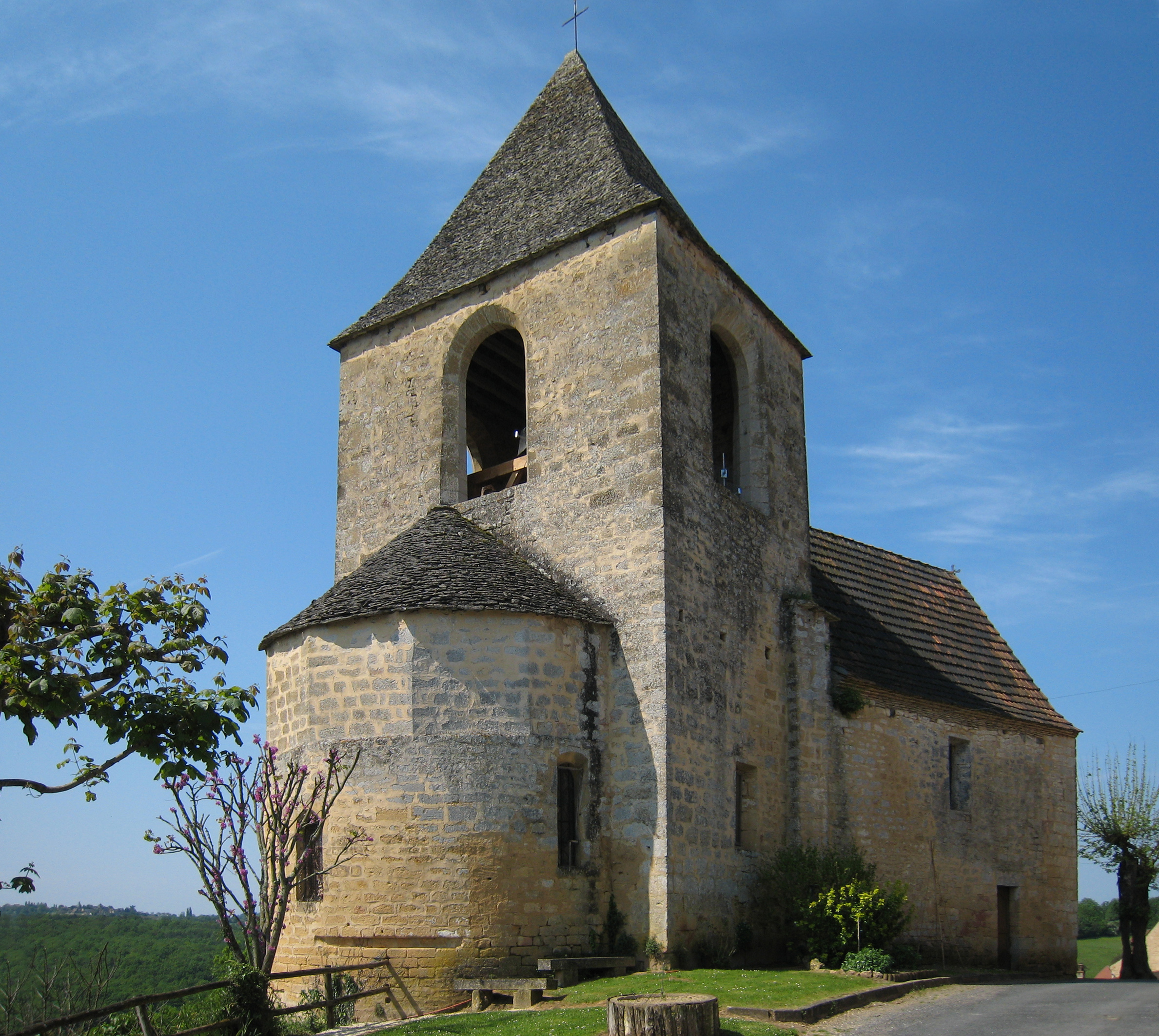
L'église Saint-Cybard.

L'église Saint-Cybard date du XIIIe siècle ainsi qu'un ancien prieuré.
Un musée d'initiation à la préhistoire est réalisé à partir des pierres de silex taillées et autres découvertes faites par les habitants de la commune.
L'arbre creux qui trône au centre de la place a plus de deux siècles. Il s'agit en effet de l'arbre de la liberté, planté le 14 juillet 1790 dans chaque commune de France pour célébrer le premier anniversaire de la Révolution française.
En dehors du bourg, la commune de Tamniès possède des bories et autres constructions en lauzes (fontaines et murs notamment).

#### L'étang de Tamniès
L'étang est né d'un remembrement en 1968, alors que la commune demande à chaque propriétaire de donner 1 % de ses terres pour faire un plan d'eau afin de réaliser un réseau communal d'irrigation pour les agriculteurs. L'étang labellisé pavillon bleu depuis 2012, a été équipé pour la baignade, la pêche, la petite navigation (kayaks), etc.

### Personnalités liées à la commune
- Maison de Beynac.
- Marc Antoine Calmon (1815-1890), homme politique né dans la commune.
- André Roulland (1917-2008), homme politique né dans la commune.
- François Chaumette (1923-1996), acteur inhumé dans la commune (tombe végétale).

## Pour approfondir